# Yuji Hashimoto
Yuji Hashimoto (橋本 雄二 Hashimoto Yūji?,  nacido el 13 de mayo de 1970 en Ibaraki) es un exfutbolista japonés. Jugaba de defensa y su último club fue el Sagan Tosu de Japón.

## Trayectoria

### Clubes
| Club        | País  | Año         |
| ----------- | ----- | ----------- |
| Gamba Osaka | Japón | 1993 - 1996 |
| Sagan Tosu  | Japón | 1997 - 1998 |